# Crucero ligero

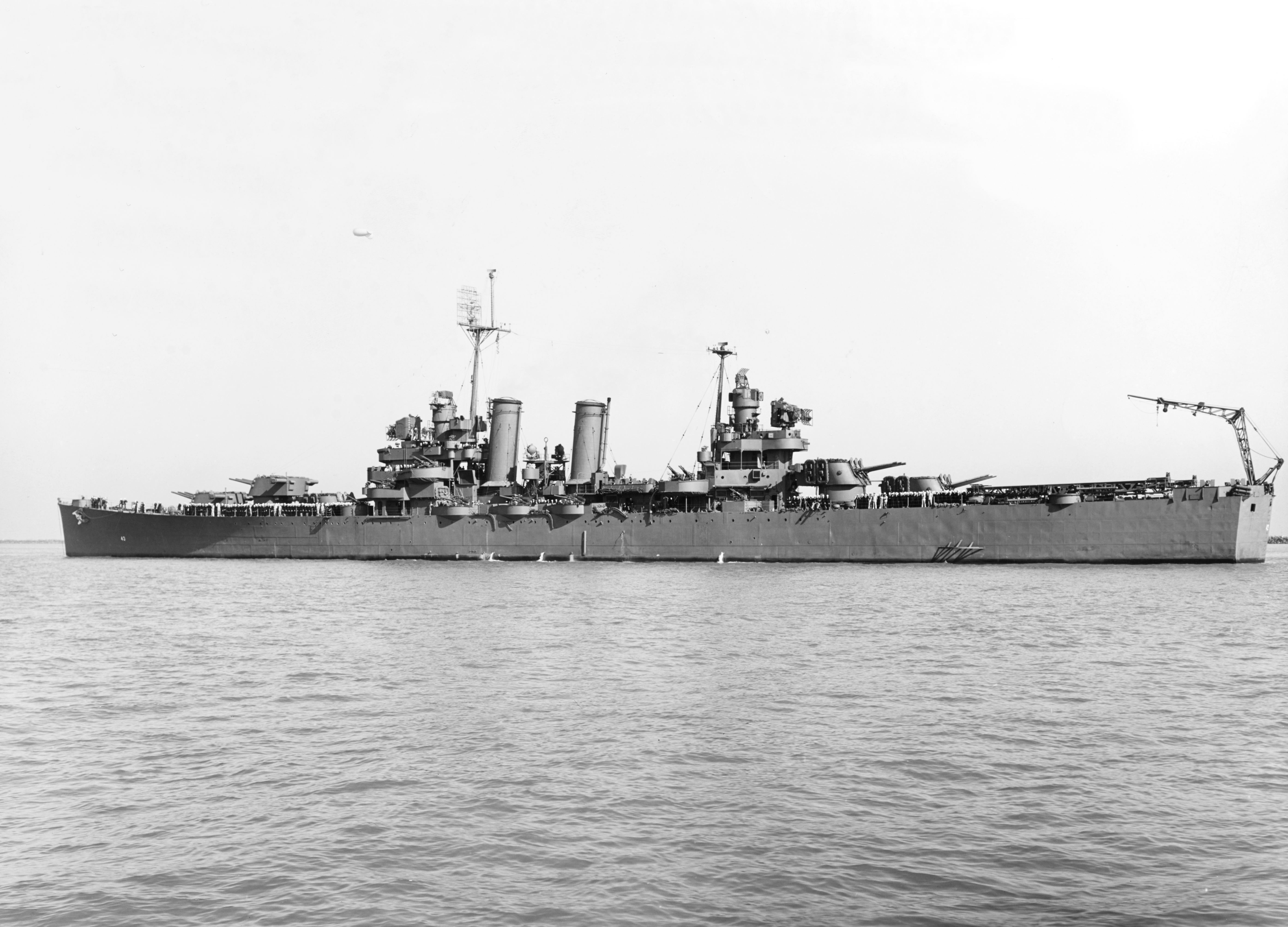
El crucero ligero USS Nashville en agosto de 1943.

Un crucero ligero es una clase de buque de guerra. El término es una abreviatura de crucero acorazado ligero, que hace referencia a un navío acorazado de pequeño tamaño, con un cinturón y una cubierta blindadas. Antes que estos, los pequeños cruceros solo habían consistido en modelos de cruceros protegidos, que solo tenían las cubiertas blindadas (protección horizontal) y en algunos casos curvadas en los extremos para proporcionar cierta protección a los costados del buque (protección vertical).

## Historia

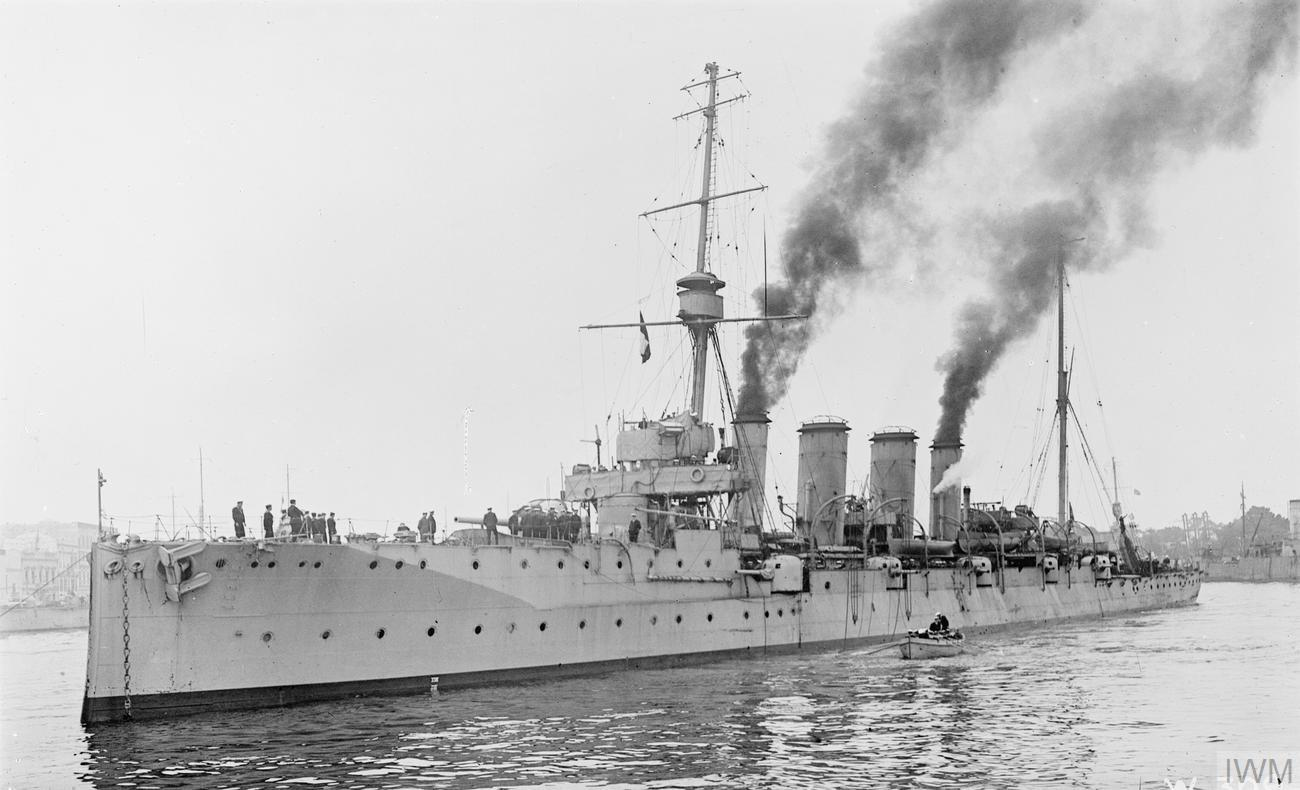
HMS Gloucester

El primero de los cruceros a vapor fue construido por la Royal Navy con el nombre HMS Mercury y fue botado en 1879. Estos cruceros de segunda y tercera clase fueron creciendo poco a poco, haciéndose más rápidos con más artillería y mejor protección. Alemania tomó el liderazgo del diseño de cruceros ligeros durante la década de 1890-1900, construyendo una clase de cruceros rápidos copiados por otras naciones. Tales buques usaban calderas de carbón con máquinas de vapor de pistones recíprocos, y en parte dependían para su protección de la disposición de las bodegas de carbón. 
El uso de combustibles líquidos para alimentar las calderas turbinas de vapor hizo que los cruceros más antiguos rápidamente se quedaran obsoletos. Además, la nueva construcción no podía confiar en la protección de las bodegas de carbón y por lo tanto debía adoptar alguna forma de blindaje lateral. 

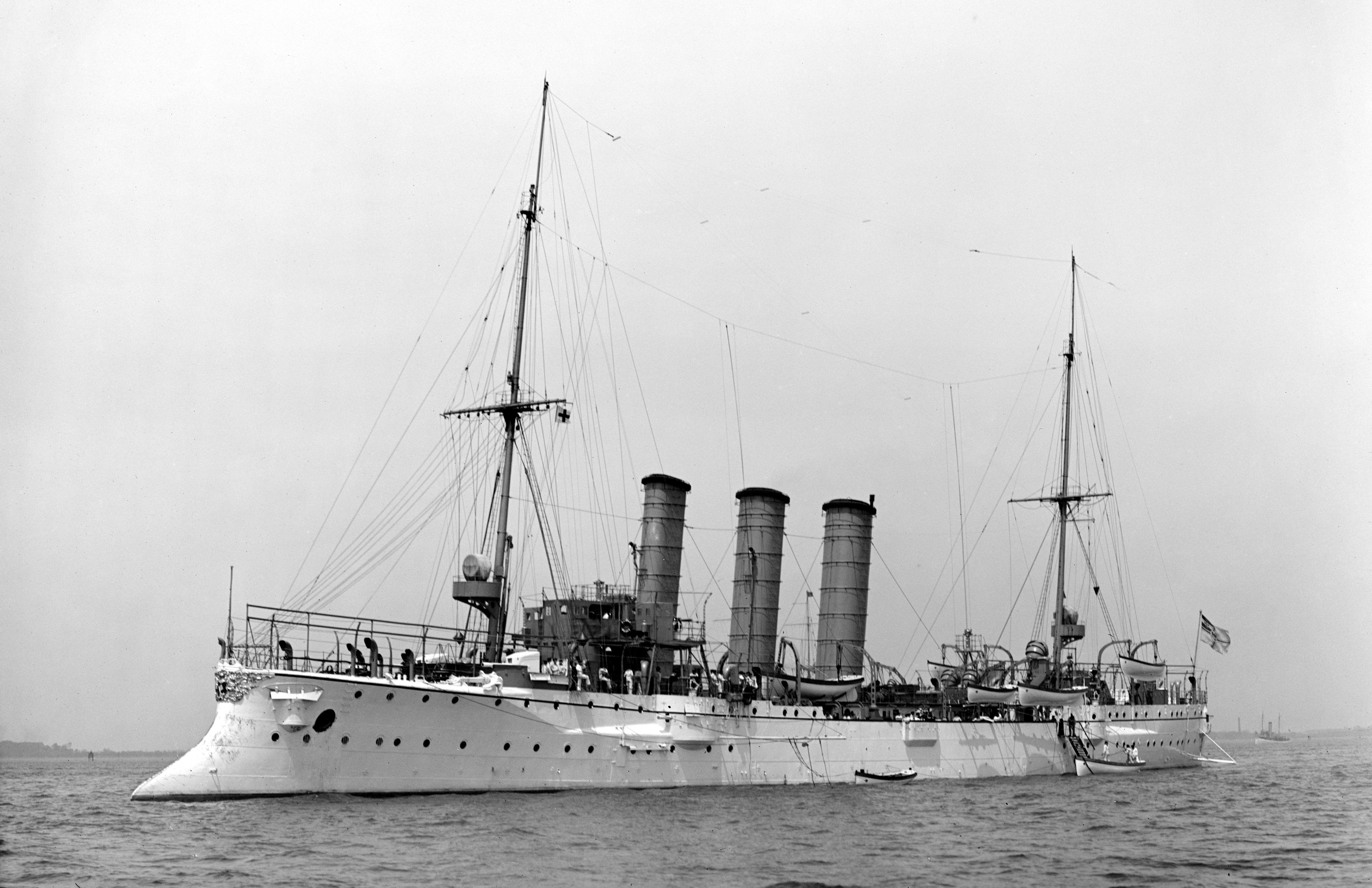
SMS Bremen

El grupo británico Bristol de cruceros clase Town (1909) se apartaba de los diseños anteriores; tenían propulsión a turbina de vapor, alimentación mixta de las calderas (carbón y fueloil), una cintura blindada de dos pulgadas, y cubierta. Así, por definición, eran cruceros acorazados, a pesar de desplazar solamente 4800 toneladas: habían nacido los cruceros acorazados ligeros. Los primeros cruceros ligeros modernos verdaderos fueron los de la clase Arethusa (1911) y tenían todas las calderas de fueloil. Usaban maquinaria liviana propia de los destructores para alcanzar una velocidad de 29 nudos.
La locución «crucero ligero» fue una definición dada por el Tratado naval de Washington de 1920. El tratado -que intentó limitar una carrera armamentística en los buques de guerra- restringió la construcción por parte de las naciones firmantes de cualquier navío de grandes proporciones. Los cruceros no podrían tener un desplazamiento mayor que los cruceros estándares y podrían ser armados con cañones de un calibre que no excediera 6,1 pulgadas (155 milímetros).

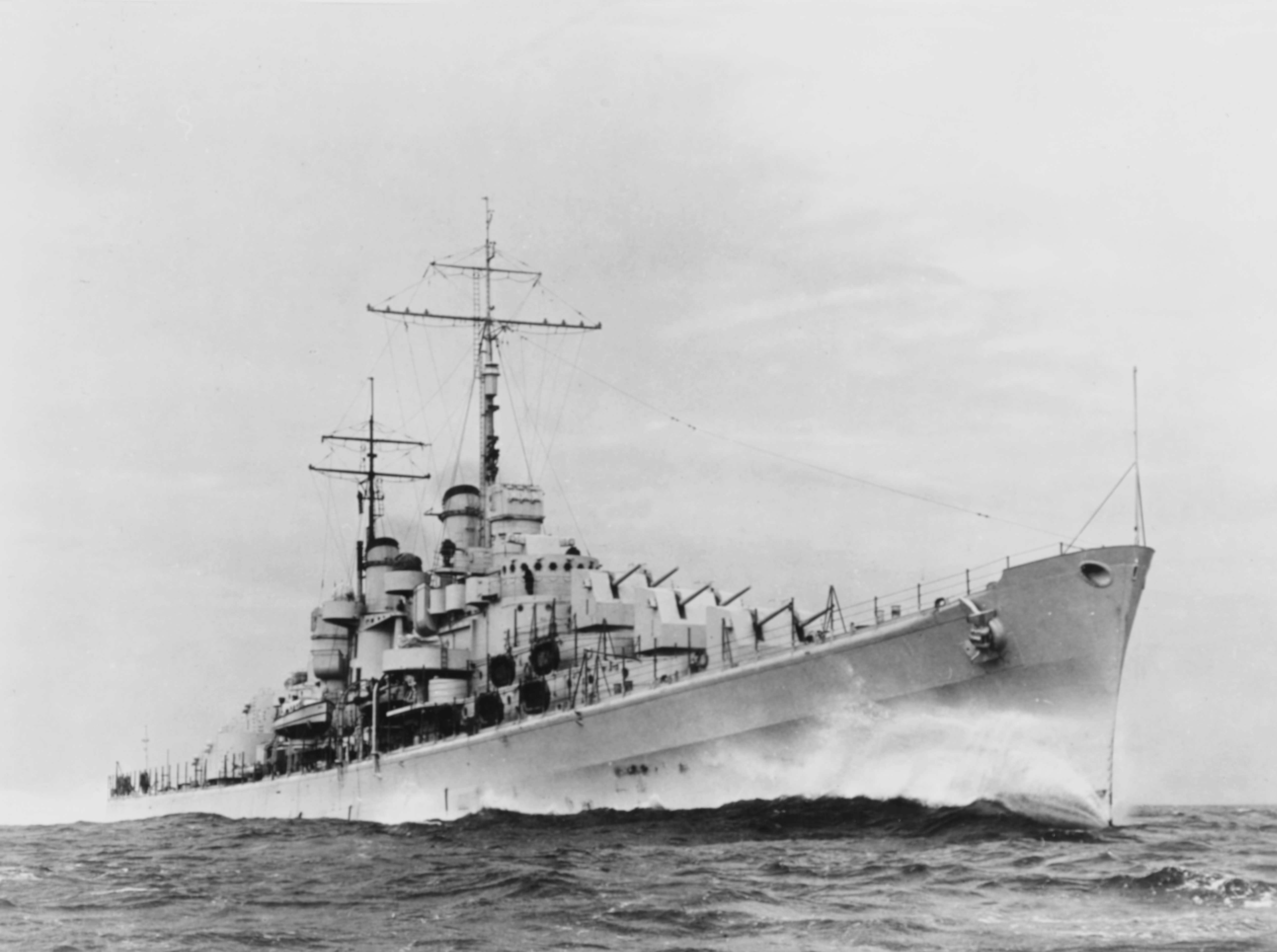
USS Atlanta

En la Primera Guerra Mundial, los cruceros ligeros británicos tenían a menudo dos cañones de 6 pulgadas (152 milímetros) y hasta ocho de 4 pulgadas (101 milímetros). O bien un armamento uniforme con cañones de 152 milímetros para barcos con un desplazamiento de 5000 toneladas. Por su parte, los cruceros alemanes pasaron de 4,1 pulgadas (105 milímetros) hasta 5,9 pulgadas (150 milímetros).
En el Tratado naval de Londres de 1930, los cruceros ligeros fueron definidos como aquellas unidades que tenían un armamento principal de 6,1 pulgadas (155 milímetros) o menor, y los cruceros definidos como pesados tenían armas de hasta 8 pulgadas (203 milímetros). En ambos casos, las naves no podían tener un desplazamiento superior a 10 000 toneladas. 
En la era de la Segunda Guerra Mundial, los cruceros livianos tenían cañones comprendidos entre las 5 pulgadas (127 milímetros) y las 6,1 pulgadas (155 milímetros). El calibre más común era el de 6 pulgadas (152 milímetros), mientras que los cruceros pesados tenían generalmente una batería principal de 8 pulgadas (203 milímetros). El armamento basado en los cañones de 152 milímetros era considerado superior a los de 8 pulgadas ya que al poder llevar un casco del mismo tamaño, el considerable ahorro producido por la disminución de tamaño de los cañones, implicaba que los cruceros ligeros, pudiesen llevar un blindaje mayor, de hasta 8 pulgadas. Esto condujo a la construcción de una gran cantidad de cruceros ligeros de 10 000 toneladas con entre doce y quince cañones de 6 pulgadas que eran idénticos a los cruceros pesados salvo en el armamento. Los cruceros pesados se quedaron fuera de uso hasta que el inicio de la Segunda Guerra Mundial hizo que el límite de 10 000 toneladas dejara de tener sentido. Al final de la guerra, los buques clasificados como cruceros pesados excedían las 20 000 toneladas de desplazamiento, mientras que los cruceros ligeros permanecían en la región de 10 000 toneladas (llegando en ocasiones a las 12 000 o 13 000 toneladas).

## Cruceros ligeros de la Armada Española
En España, se construyeron algunos cruceros ligeros que tuvieron una activa participación en la guerra civil. Estos cruceros tenían un notable retraso tecnológico con respecto a sus contemporáneos.
- Crucero Reina Victoria Eugenia (luego República, luego Navarra) desde 1923 hasta 1955
- Cruceros clase Blas de Lezo
  - Blas de Lezo desde 1924 hasta 1932, hundido al tocar un bajío en Finisterre (La Coruña)
  - Crucero Méndez Núñez desde 1924 hasta 1963.
- Cruceros clase Cervera: 
  - Príncipe Alfonso (luego Libertad, luego Galicia) desde 1927 hasta 1965
  - Almirante Cervera desde 1928 hasta 1970
  - Miguel de Cervantes desde 1930 hasta 1964

## Cruceros ligeros conservados

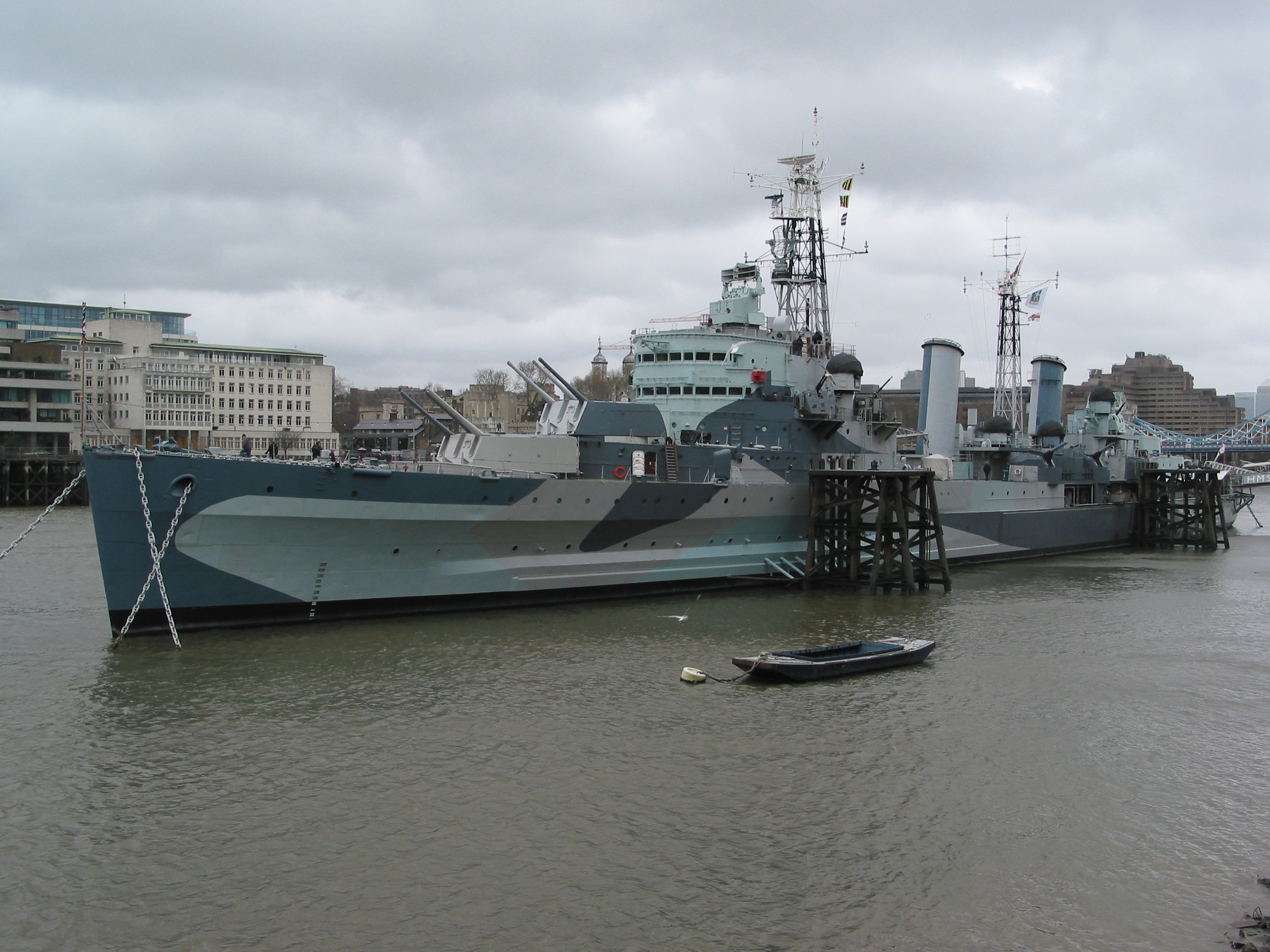
Crucero ligero ' que es usado actualmente como buque museo flotante en Londres.

En la Marina de Guerra del Perú estuvo en servicio el crucero ligero BAP Almirante Grau (CLM-81) (ex De Ruyter). Fue dado de baja de la armada peruana el 26 de septiembre del 2017 y reemplazado a partir de ese día como Buque Insignia por la fragata BAP Montero, rebautizada posteriormente como BAP Almirante Grau (FM-53).
Otros tres cruceros ligeros todavía se mantienen a flote y son usados como buques museo: 
- HMS Belfast en Londres
- HMS Caroline en Belfast
- USS Little Rock (Búfalo, NY)

Así también los siguientes cruceros protegidos
- Aurora - San Petersburgo
- HNLMS Bonaire- Delfzijl, Holanda
- USS Olympia - Philadelphia
- Sección del puente del crucero italiano Puglia - La Spezia